# Campeonato de Apertura 1956 (Perú)
El Campeonato de Apertura 1956 fue la decimosegunda edición de este torneo donde participaron los cuatro mejores equipos del Campeonato Peruano de Fútbol de 1955. El campeón fue Alianza Lima. La organización correspondía a la Asociación No Amateur (ANA), antigua denominación de la actual Asociación Deportiva de Fútbol Profesional (ADFP).

## Formato
El torneo se jugó en un sistema de todos contra todos a una sola rueda y se otorgaba dos puntos por partido ganado, un punto por partido empatado y ninguno por partido perdido. El campeón sería el que más puntos acumule, en caso de igualdad de puntos se jugaba un partido de desempate por el título.

## Equipos participantes
| Club                      | Vía de clasificación                                |
| ------------------------- | --------------------------------------------------- |
| Alianza Lima              | Campeón del Campeonato Peruano de Fútbol de 1955    |
| Universitario de Deportes | Subcampeón del Campeonato Peruano de Fútbol de 1955 |
| Centro Iqueño             | Tercero del Campeonato Peruano de Fútbol de 1955    |
| Atlético Chalaco          | Cuarto del Campeonato Peruano de Fútbol de 1955     |

## Partidos
1ª ronda
| Fecha              | Lugar                    |                           | Resultado |                  |
| ------------------ | ------------------------ | ------------------------- | --------- | ---------------- |
| 3 de junio de 1956 | Antiguo Estadio Nacional | Alianza Lima              | 2-1       | Atlético Chalaco |
| 3 de junio de 1956 | Antiguo Estadio Nacional | Universitario de Deportes | 2-0       | Centro Iqueño    |

 2ª ronda
| Fecha               | Lugar                    |                  | Resultado |                           |
| ------------------- | ------------------------ | ---------------- | --------- | ------------------------- |
| 10 de junio de 1956 | Antiguo Estadio Nacional | Atlético Chalaco | 0-2       | Universitario de Deportes |
| 10 de junio de 1956 | Antiguo Estadio Nacional | Alianza Lima     | 4-3       | Centro Iqueño             |

 3ª ronda
| Fecha               | Lugar                    |               | Resultado |                           |
| ------------------- | ------------------------ | ------------- | --------- | ------------------------- |
| 24 de junio de 1956 | Antiguo Estadio Nacional | Alianza Lima  | 4-1       | Universitario de Deportes |
| 24 de junio de 1956 | Antiguo Estadio Nacional | Centro Iqueño | 3-1       | Atlético Chalaco          |

## Tabla de posiciones
| Pos. | Equipo                    | PJ | PG | PE | PP | GF | GC | Dif. | Puntos |
| ---- | ------------------------- | -- | -- | -- | -- | -- | -- | ---- | ------ |
| 1°   | Alianza Lima              | 3  | 3  | 0  | 0  | 10 | 5  | +5   | 6      |
| 2°   | Universitario de Deportes | 3  | 2  | 0  | 1  | 5  | 4  | +1   | 4      |
| 3°   | Centro Iqueño             | 3  | 1  | 0  | 2  | 6  | 7  | -1   | 2      |
| 4°   | Atlético Chalaco          | 3  | 0  | 0  | 3  | 2  | 7  | -5   | 0      |

|                                |
| Campeón Campeonato de Apertura |
| Alianza Lima 5to título        |